# František Michálek Bartoš

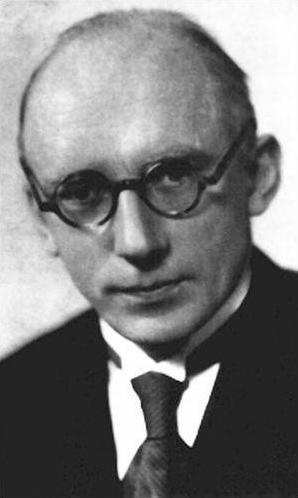
František Michálek Bartoš

František Michálek Bartoš (* 5. April 1889 in Rychnov nad Kněžnou; † 12. Mai 1972 in Prag) war Professor und Repräsentant der böhmischen Geschichtswissenschaft.

## Leben
Nach dem Besuch des Gymnasiums in Mladá Boleslav und Prag studierte er seit 1908 Geschichte an der Prager Universität. Unter anderem nahm er an Vorlesungen bei Jaroslav Goll, Václav Novotný und Kamil Krofta teil, später in Freiburg im Breisgau bei Heinrich Finke. 1912 schrieb er seine Doktorarbeit in Philosophie. Von 1914 bis 1917 war Bartoš als Assistent in der Bücherei des Nationalmuseums tätig. 1915 nahm er eine Stelle als Professor der Geschichte und Erdkunde auf, die er bis 1931 ausübte. Daneben bekam er eine Professur an der theologischen Hus-Fakultät, die er bis zu seiner Pensionierung 1960 betreute.

## Mitgliedschaften
- Königliche böhmische Gesellschaft der Wissenschaften (1930)
- Tschechische Akademie der Wissenschaften und Künste (1938–52)
- Nationaler Forschungsrat (1947–52)
- American Medieval Academy (USA)
- Royal Historical Society (Großbritannien).

## Lehre
Sein Forschungsinteresse galt der Geschichte der Hussiten und Brüder-Unität. Er war ursprünglich römisch-katholisch, verließ aber 1918 die Kirche und trat 1919 der Evangelischen Kirche der Böhmischen Brüder (Českobratrská církve evangelická) bei. Er konzentrierte sich auf die Erforschung und Klassifizierung des historischen Materials und die Kategorisierung und Dechiffrierung bisher unbekannter Schriften. Zu seinen bedeutendsten Arbeiten gehören Aufstellungen der Werke von Jakobellus von Mies, die schriftstellerische Tätigkeit der Meister Jan Rokycana, Johann von Přibram, Petr Payn, Jan Hus und Hieronymus von Prag. Aus den Zeiten der Brüderunität beschäftigte er sich mit Schriften von Řehoř Krajčí und Johann Amos Comenius.

## Werke
In seinen Werken untersuchte er Archivmaterial und religiöse Literatur des 14. und 15. Jahrhunderts. Er tritt darin für Ideale des freien Protestantismus ein und setzt die Gedanken der Historiker František Palacký und Tomáš Garrigue Masaryk fort. Dabei kommt es zu Konfrontationen mit dem katholischen Historiker Josef Pekař, demgegenüber er die Verdienste der Hussiten verteidigte, deren Epoche er als den Höhepunkt der älteren tschechischen Geschichte verstand.
Seine Werke lassen sich in zwei Kategorien einteilen. Zum einen sind es Zusammenstellungen von Quellen und Studien, zum anderen Artikel und Broschüren mit polemischem Charakter.